# تميم بن المعز
صَاحِبُ إِفْرِيْقِيَةَ، السُّلْطَانُ أَبُو يَحْيَى تَمِيمُ بنُ المُعِزّ بن بَادِيس الصُّنهَاجِي(1027م-1108م) يعد خامس أمراء دولة بني زيري الصهناجيين، قام بالإمارة بعد وفاة أبيه السلطان المعز بن باديس سنة 453هـ -1061م (نفس سنة وفاة والده المعز ).
مدحه المؤرخون حيث ذُكر عنه : مِنْ أَوْلاَد المُلُوْك، كَانَ بَطَلاً شُجَاعاً، مَهِيْباً سَائِساً، عَالِماً شَاعِراً (2) ، جَوَاداً مُمَدَّحاً (3) .
كذلك ذُكر عن أخبار أسرته فقيل : وَخَلَّفَ مِنَ البَنِيْنَ فَوْقَ المائَةِ، وَمِنَ البَنَاتِ سِتِّيْنَ بِنْتاً عَلَى مَا قَالَهُ حَفِيْدُه العَزِيْزُ بن شَدادٍ.

## حياته
- ولد بالمنصورية في الثالث من رجب سنة 422هـ وولاه أبوه على المهدية سنة 445هـ, ثم أسندت إليه ولاية إفريقية من والده المعز بن باديس, وسار في الناس بسيرة حسنة، وقرب أهل العلم وكان شجاع القلب، ذا همة عالية، وسياسة, ودهاء، استطاع أن يرجع المدن التي سلبت من والده، واستمال زعماء العرب بالمال والعطايا، وصاهرهم وامتزج معهم، وجعل منهم جنودًا لدولته بكياسة وفطانة وسياسة نادرة، واستطاع أن يضم مدينة سوسة في عام 455هـ بعد أن قضى على المقاومة المسلحة التي واجهته.[2]
- وفي سنة 457هـ أراد الناصر بن علناس الحمادي زعيم الدولة الحمادية احتلال المهدية والقضاء على مُلك تميم وجهز جيشه من صنهاجة وزناتة وبني هلال، فاستدرج تميم بن المعز القبائل العربية للوقوف بجانبه، وأعطاهم السلاح والمال والعتاد، واستطاع أن يقضي على جيش الناصر، وقتل منهم 24 ألفًا، وترك الغنائم والأموال للعرب التي استغنت بذلك، وقال تميم:" يقبح بي أن آخذ سلب ابن عمي" ، فأرضى العرب بذلك.[3]
- وفي سنة 484هـ ضم تميم مدينة قابس بعد أن تولى أمرها عمرو بن المعز، وكان قبل عمرو رجل يسمى قاضي بن إبراهيم بن بلمونة، وكان ضمه لقابس بالجيوش الجرارة فقال له أصحابه: يا مولانا لما كان فيها قاضي توانيت عنه وتركته، فلما وليها أخوك جردت إليه العساكر، فقال: لما كان فيها غلام من عبيدنا كان زواله سهلاً علينا، وأما اليوم وابن المعز بالمهدية، وابن المعز بقابس فهذا لا يمكن السكوت عليه.

وفي فتحها يقول ابن خطيب سوسة القصيدة المشهورة التي أولها:
ضحك الزمان، وكان يلقى عابسًا***لما فتحت بحد سيفك قابسا
الله يعلم ما حويت ثمارها***إلا وكان أبوك قبل الغارسا
من كان في زرق الأسنة خاطبًا***كانت له قلل البلاد عرائسا
فابشر تميم بن المعز بفتكة***تركتك من أكناف قابس قابسا
ولَّوا فكم تركوا هناك مصانعا***ومقاصرًا ومخالدًا، ومجالسا
فكأنها قلبٌ, وهن وساوس***جاء اليقين، فذاد عنه وساوسا
- وفي سنة 493هـ استطاع تميم أن يضم مدينة صفاقس وأن ينتزعها بالقوة من حاكمها المتمرد حمو بن فلفل البرغواطي.[4]
- غزواته للروم و الفرنج :
- أكثر تميم بن المعز غزواته في البحر ضد الروم، فخرب كثيرًا من عمرانها، وشتت أهلها، فاجتمعت الفرنجة على قتاله، ودخل معهم البيشانيون والجنوبيون، وهما من الفرنج، وأخذوا في بناء أسطول كبير استمر بناؤه أربع سنين، ثم توجهوا إلى جزيرة قوصرة في أربعمائة قطعة بحرية، وأرسلوا كتابًا على جناح طائر إلى تميم يخبره بموعد وصولهم وحكمهم على الجزيرة، ولما جاءه الخبر أراد أن يبعث قائد البحرية عثمان بن سعيد المعروف بـ(المهر) ليمنعهم من النزول إلا أن بعض وزرائه، وهو عبد الله بن منكوت أشار عليه بغير ذلك؛ لعداوة بينه وبين عثمان بن سعيد، فجاءت الروم، وأرسلوا، وطلعوا إلى البر، ونهبوا، وخربوا، وأحرقوا، ودخلوا زويلة ونهبوها، وكانت عساكر تميم غائبة في قتال الخارجين عن طاعته، فاضطر تميم إلى مصالحتهم حتى يستطيع تجميع جيوشه ومحاربتهم فصالحهم على مال يؤديه إليهم.
- وتمكن تميم بن المعز بن باديس، صاحب إفريقية، من فتح جزيرة جربة وجزيرة قرقنة، ومدينة تونس، وكذلك فتح مدينة سفاقس وغيرها، واتسع سلطانه.
- ويعتبر عصر تميم أزهى من عصر والده فيما بعد دخول القبائل العربية.
- وكان يضرب المثل بالجود والشجاعة والكرم والعطاء، قال فيه ابن كثير: «من خيار الملوك حلمًا وكرمًا، وإحسانًا, ملك ستًا وأربعين سنة، وعمر تسعًا وتسعين سنة، ترك من البنين أنهد من مائة، ومن البنات ستين بنتًا، وملك بعده ولده يحيى، ومن أحسن ما مدح به الأمير تميم قول الشاعر:

أصح وأعلى ما سمعناه في الندا***من الخبر المروي منذ قديم
أحاديث ترويها السيول عن الحيا***عن البحر عن كف الأمير تميم 
- وكان عالمًا فاضلاً, وشاعرًا رقيق العاطفة، ومن شعره:

فإما الملوك في شرف وعز***على التاريخ في أعلى السرير
وإما الموت بين ظبا العوالي***فلست بخالد أبد الدهور 
- وقال ابن أثير : «كان شهمًا شجاعًا، ذكيًا وله معرفة حسنة، وكان حليمًا، كثير العفو عن الجرائم العظيمة، وله شعر حسن، فمنه أنه وقعت حرب بين طائفتين من العرب، وهم عدي، ورياح, فقتل رجل من رياح، ثم اصطلحوا وأهدروا دمه، وكان في صلحهم مما يضر به وببلاده، فقال أبياتًا يحرض على الطلب بدمه، وهي:

متى كانت دماؤكم تُطل***أما فيكم بثأر مستقلُّ
أغانم ثم سالم إن فشلتم***فما كانت أوائلكم تُذلُّ
ونمتم عن طلاب الثأر حتى***كأن العز فيكم مضمحلُّ
وما كسرتم فيه العوالي***ولا بيض تفل، ولا تُسلُّ
فعمد أخوة المقتول فقتلوا أميرًا من عدي، واشتد بينهم القتل، وكثرت القتلى، حتى أخرجوا بني عدي من إفريقية، ومن أقواله التي صارت مثلاً في إفريقية: «أسرار الملوك لا تذاع».
- وانطوت صفحة حياته في عام 501هـ/1108م بعد أن أعاد للدولة الزيرية شيء من هيبتها.
- خلفه إبنه أبو علي يحيى.